# Psychotria lucens
Psychotria lucens är en måreväxtart som beskrevs av William Philip Hiern. Psychotria lucens ingår i släktet Psychotria och familjen måreväxter.

## Underarter
Arten delas in i följande underarter:
- P. l. lucens
- P. l. minor